# Centistes chaetopygidium
Centistes chaetopygidium är en stekelart som beskrevs av Sergey A. Belokobylskij 1992. Centistes chaetopygidium ingår i släktet Centistes och familjen bracksteklar. Inga underarter finns listade.